# Bawlakè
Bawlakè – miasto we wschodniej Mjanmie, w stanie Kaja. Główną religią ludności jest buddyzm.